# Isla Caja de Muertos
La isla de Caja de Muertos es una pequeña isla deshabitada a 8 km de la costa sur de Puerto Rico, frente este al y parte del barrio Ponce Playa del municipio de Ponce. La isla forma parte de la Reserva Natural Caja de Muertos. 
Su nombre se adjudica a que en el siglo XVIII el escritor francés Jean Baptist Labat la llamó Coffre A’morr (Caja de Muertos), haciendo alusión a que cuando se observa la isla desde ciertos puntos del área sur de Puerto Rico, da la impresión de ver la figura de un muerto extendido sobre una meseta.

## Geografía

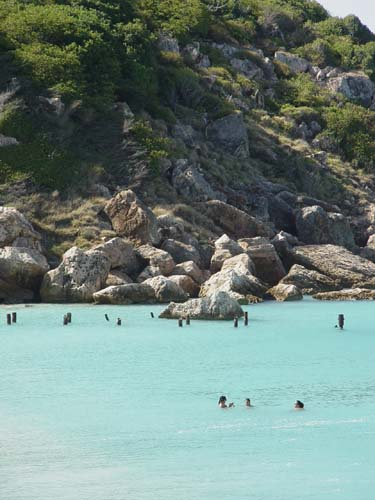
Playa de Caja de Muertos.

La isla como parte del barrio Ponce Playa.

Tiene una superficie aproximada de 1,54 km² y está coronada por un faro aún en funcionamiento construido en 1887 bajo dominio español y modernizado en 1945 bajo control estadounidense.
El Cerro Morrillo en el suroeste sube a 52 metros.

## Reserva natural
La Junta de Planificación de Puerto Rico designó la isla como una reserva natural en 1980 por recomendación del Programa de Manejo de Zonas Costeras. La isla se ha mantenido como un área protegida desde entonces. La protección se debe principalmente al tráfico de tortugas marinas, una especie en peligro de extinción.